# Hurra, wir kapitulieren!
Hurra, wir kapitulieren! Von der Lust am Einknicken ist ein 2006 erschienener Bestseller von Henryk M. Broder, der einerseits die Haltung der Regierungen Europas gegenüber Islamisten, andererseits eine von Broder wahrgenommene Zurückhaltung und Selbstzensur der intellektuellen Linken Deutschlands gegenüber dem Islam scharf kritisiert.

## Inhalt
Anhand mehrerer zum Erscheinungstermin aktueller Beispiele stellt Broder dar, wie sich der Westen den Vorgaben von Islamisten beuge, um sie nicht weiter zu provozieren. Ein solcher einseitiger „Dialog der Kulturen“ sei unsinnig, die Meinungsfreiheit, die Broder als den Kern der Aufklärung und Demokratie sieht, werde schrittweise gefährdet. Er stellt die provozierende Frage, „ob Respekt, Rücksichtnahme und Toleranz die richtigen Mittel im Umgang mit Kulturen sind, die sich ihrerseits respektlos… verhielten“.
Broders Hauptbeispiel sind die Mohammed-Karikaturen in der dänischen Zeitung Jyllands-Posten, die er als von „erschütternder Harmlosigkeit“ charakterisiert. Mitunter in arabischen Medien zu findende antisemitische und antikirchliche Karikaturen seien weitaus drastischer. Besorgniserregend seien die Reaktionen des Westens, der den Einschüchterungen nachgebe und Verständnis für die künstlich entfachte Empörung zeige.
Gründe hierfür seien sowohl die Angst vor Fanatikern als auch die Sorge um die Handelsbilanz. Gegenüber der Mehrheit der Intellektuellen wie Günter Grass, Peter Sloterdijk, Peter Scholl-Latour u. a. gebe es nur wenige Gegenstimmen, die man „an den Fingern einer Hand abzählen könne“. Hierzu zählt Broder die Islam-Kritikerin Ayaan Hirsi Ali, die er mit dem Satz zitiert: “I am here to defend the right to offend” (deutsch: „Ich bin hier um das Recht zu beleidigen zu verteidigen“), und den in Pakistan aufgewachsenen Schriftsteller Ibn Warraq. Dieser hatte in einem Appell „Entschuldigt euch nicht!“ u. a. geschrieben, dass ohne das Recht zu diskutieren und unterschiedlicher Meinung zu sein, der Islam in seiner dogmatischen mittelalterlichen Burg verharre.

## Kritiken
Broders Buch wurde kontrovers aufgenommen; es wurden sowohl ablehnende als auch zustimmende Rezensionen veröffentlicht.

### Zustimmend
Broders Buch, monatelang auf der Bestseller-Liste des Spiegels, hat von vielen Seiten positive Resonanz erfahren. Einige Beispiele:
Ulrike Ackermann, wie Broder Mitglied der Achse des Guten, schrieb in der Süddeutschen Zeitung vom 18. September 2006:

„Henryk Broders jüngster Essay kommt gerade zur rechten Zeit. In gewohnt scharfsinniger und scharfzüngiger Manier geißelt er darin die weit verbreitete Appeasementhaltung gegenüber dem Islam und dem totalitären Islamismus […] Broders Essay ist ein wunderbarer Aufruf, die Freiheiten und die Errungenschaften der westlichen Aufklärung gegenüber dieser Bedrohung zu verteidigen.“

Johanna Adorján schrieb in der Frankfurter Allgemeinen Sonntagszeitung vom 8. Oktober 2006:

„Das Buch ist eine scharfsinnige Gesellschaftsanalyse, deren Argumentation so einleuchtend, so klar, konzise und gnadenlos zwingend ist, dass selbst ärgste ‚Verfechter der Political Correctness‘ Probleme haben dürften, dagegen anzukämpfen.“

Der niederländische Schriftsteller und Kritiker Leon de Winter urteilte:

„In diesem tragikomischen Essay analysiert Broder die gegenwärtige Appeasement-Politik Europas. Sein aufrüttelndes Buch ist eindringlich, ironisch, traurig – und der ultimative Alptraum für alle Verfechter der Political Correctness.“

### Ablehnend
Kritiker werfen Henryk M. Broder Einseitigkeit, Hysterisierung, fehlerhafte Argumentation, unsaubere Recherche, Rassismus, eine Verharmlosung des Nationalsozialismus und eine Übernahme rechtsradikaler Positionen vor. Einige Beispiele negativer Kritiken:
Der Politikwissenschaftler und Buchkritiker Denis Scheck urteilte in der ARD-Sendung „Druckfrisch“ über Broders Buch, das er für eine „extrem manipulative Polemik“ hält:

„Broders Tiraden über das angebliche Einknicken Europas vor den ach so bitterbösen Moslems schüren eine neue Kreuzzugsmentalität und sind grundfalsch, sichern ihrem Verfasser aber einen Ehrenplatz an jedem deutschen Stammtisch.“

In der tageszeitung vom 18. November 2006 beschreibt Daniel Bax Broder als überspannten Hassprediger:

„Ironischerweise geht Broder […] genau so vor wie ein islamistischer Scharfmacher, nur eben spiegelverkehrt.“

Schon Broders Grundthese, der Westen kapituliere, erweise sich bei einer nüchternen Analyse der gegenwärtigen internationalen Politik nicht als plausibel. Insofern könne man Broders ständige Rede von „Appeasement“ für eine gedankenlose „Verharmlosung der Nazi-Vergangenheit halten“. Hinter dem amüsanten und unterhaltsamen Stil entdeckt Bax die „eisige Schärfe eines Glaubenskriegers“, weshalb er das Buch zu einer „humoristisch verbrämten Hasspredigt“ erklärt. Robert Misik befindet in der taz vom 20. Dezember 2006, Broder arbeite an einer selbsterfüllenden Prophezeiung mit:

„Wenn man den Kampf der Kulturen nur lange genug beschwört, dann kriegt man ihn am Ende auch. […] Wenn deklassierte türkische Kids am Schulhof für Rambazamba sorgen, dann ist nicht die soziale Lage oder ihre Zukunftslosigkeit daran schuld, sondern der Islam: ‚Sie‘ passen einfach nicht zu ‚uns‘. Lahore, Neukölln, Gaza – egal, da wird kein großer Unterschied mehr gemacht.“

Patrick Bahners stellt bezüglich Broders Behauptungen einer wachsenden Appeasement-Politik Europas gegenüber dem Islam fest, dass Broders Stil, der den Islam als eine dem Nationalsozialismus ähnliche Bedrohung erscheinen lasse, dazu führen könne, dass die Leser dieses Buchs „jede kleine Unhöflichkeit gegenüber einem Muslim als Akt des alltäglichen Widerstands gegen die Hitlers von nebenan auffassen dürfen“.
Knut Mellenthin in einem Artikel für die Vierteljahresschrift Wissenschaft und Frieden:

„Broder leistet seinen Beitrag zum antiislamischen Kreuzzug vorzugsweise, indem er dessen Kritiker mit Schmutz bewirft, ohne selbst mit allerletzter Klarheit Farbe zu bekennen, worauf er eigentlich konkret hinaus will. Statt direkt für den von den Neokonservativen ausgerufenen ‚Weltkrieg‘ zu werben, lästert Broder lieber, dass sich Bin Laden über jede Antikriegsdemonstration freue.“

Broders Verteidigung des amerikanischen Gefangenenlagers Guantanamo empfindet Mellenthin als erschreckend:

„Ich denke, er spielt den Hysteriker lediglich, um dem Zweck zu dienen, den er für den guten hält: literweise Benzin ins entfachte Feuer des ‚Clash of Civilizations‘ zu kippen.“

Broder, der früher selbst Rechtspopulismus bekämpft habe, verwende nun bewusst dessen Mittel. Kai Doering schreibt im SPD-Magazin Vorwärts:

„Auch wenn es sicher richtig ist, nicht schon in vorauseilendem Gehorsam ein ‚mea culpa‘ gegenüber den Andersgläubigen anzustimmen […], muss man sie doch nicht gleich als traumatisierte Wilde mit dem Hang zur Weltherrschaft darstellen, wie es der Autor tut.“

Yasemin Shooman und Riem Spielhaus sehen Broders Buch von Gisèle Littman, einer prominenten Figur in islamfeindlichen Kreisen, und ihren Zukunftsszenarien eines vom Islam beherrschten Europas, beeinflusst. Bemerkenswert sei, dass Broder die Islamisierung als beschlossene Sache darstelle, bei der bestenfalls die Dauer des Prozesses beeinflusst werden könnte.

### Antwort Broders
Gegen den Vorwurf, die Grenze zwischen Polemik und Pauschalisierung in seinem Buch nicht eingehalten zu haben, verteidigte sich Broder in einem Gespräch mit dem Journalisten Roger de Weck im Schweizer Fernsehen mit dem Hinweis auf ein „spontanes Empörungskollektiv der Muslime“, das seinerseits ein kollektives, undifferenziertes „Beleidigtsein“ behaupte.

## Ausgaben
- Henryk M. Broder: Hurra, wir kapitulieren! Von der Lust am Einknicken. Verlag Wolf Jobst Siedler jr., Berlin 2006, ISBN 3-937989-20-X.
- Henryk M. Broder: Hurra, wir kapitulieren! Von der Lust am Einknicken. Pantheon, München 2007, ISBN 978-3-570-55047-2.
- Henryk M. Broder: Hurra, wir kapitulieren! Von der Lust am Einknicken. (Schriftenreihe der Bundeszentrale für Politische Bildung; 616). Bundeszentrale für politische Bildung, Bonn 2007, ISBN 978-3-89331-765-3.
- Textauszüge aus Hurra, wir kapitulieren!:
  - Einleitung
  - Wider die Appeasementpolitik (= Aufklärung und Kritik. Sonderheft 13). 2007, S. 5–17 (gkpn.de [PDF; 123 kB; abgerufen am 5. Januar 2019] entspricht dem Kapitel „Deeskalation beginnt zu Hause“).